# 石川県救急指定病院一覧
石川県救急指定病院一覧（いしかわけんきゅうきゅうしていびょういんいちらん）は石川県の救急指定病院の一覧である。石川県の二次医療圏ごとに記述する。

## 能登北部
輪島市
- 輪島市立輪島病院

珠洲市
- 珠洲市総合病院

穴水町
- 公立穴水総合病院

能登町
- 公立宇出津総合病院

## 能登中部
七尾市
- 公立能登総合病院（三次救急医療機関）
- 恵寿総合病院

羽咋市
- 公立羽咋病院

志賀町
- 志賀町立富来病院
- 向病院

宝達志水町
- 町立宝達志水病院

## 石川中央
金沢市
- 浅ノ川総合病院
- 済生会金沢病院
- 石川県立中央病院（三次救急医療機関）
- 石田病院
- 映寿会みらい病院
- 恵寿金沢病院（旧NTT西日本金沢病院）
- 金沢有松病院
- 国立病院機構金沢医療センター
- 地域医療機能推進機構金沢病院（旧金沢社会保険病院）
- 金沢循環器病院
- 金沢市立病院
- 金沢聖霊総合病院
- 金沢赤十字病院
- 金沢大学附属病院（三次救急医療機関）
- 金沢西病院
- 金沢宗広病院
- 川北病院
- 木島病院
- 城北病院
- 整形外科米澤病院
- 藤井病院
- 北陸病院
- 南ヶ丘病院

白山市
- 公立つるぎ病院
- 公立松任石川中央病院
- 新村病院

野々市市
- 金沢脳神経外科病院
- 舩木・上野病院

津幡町
- 河北中央病院

内灘町
- 金沢医科大学病院（三次救急医療機関）

## 南加賀
小松市
- 国民健康保険小松市民病院
- 東野病院
- 森田病院
- やわたメディカルセンター

加賀市
- 加賀市医療センター

能美市
- 能美市立病院
- 芳珠記念病院